# Prêmio Bok
O Prêmio Bok é concedido anualmente pela Astronomical Society of Australia e pela Australian Academy of Science para reconhecer pesquisas de destaque em astronomia por um estudante em uma universidade australiana. O prêmio consiste na Medalha Bok junto com um prêmio de $ 1000 e associação ASA para o ano seguinte.

## História
O prêmio é nomeado para comemorar o trabalho de Bart Bok na promoção do estudo de graduação e pós-graduação em astronomia na Austrália, durante seu mandato (1957–1966) como Diretor do Observatório do Monte Stromlo.

## Vencedores
Fonte: Astronomical Society of Australia
| Ano  | Ganhador             | Universidade                                                                         | Concedido por                                                                                               |
| ---- | -------------------- | ------------------------------------------------------------------------------------ | --- |
| 2024 | Sophie Young         | University of Tasmania                                                               | Absorção livre-livre em galáxias de rádio jovens                                                            |
| 2023 | William McDonald     | The University of Western Australia                                                  | Dissociação da Matéria Escura e do Gás na Estrutura Cósmica em Grande Escala                                |
| 2022 | Maria Djuric         | University of Sydney                                                                 | Parece que a Via Láctea é um rocambole suíço gigante                                                        |
| 2021 | Madeleine McKenzie   | The University of Western Australia                                                  | Simulando a formação de múltiplas populações estelares em aglomerados globulares                            |
| 2020 | James Beattie        | Australian National University Escola de Pesquisa de Astronomia e Astrofísica (RSAA) | Nuvens Moleculares Turbulentas Supersônicas: Filamentos e Anisotropias                                      |
| 2019 | Sam Cree             | University of Queensland                                                             | As flutuações do vácuo quântico podem resolver o problema da constante cosmológica?                         |
| 2018 | Matthew Keen         | University of Sydney                                                                 | Asterosismologia de estrelas subgigantes: um estudo de oscilações de modo misto                             |
| 2017 | Madeline Marshall    | University of Tasmania                                                               | Ativando núcleos galácticos ativos em aglomerados de galáxias                                               |
| 2016 | Samuel Hinton        | University of Queensland                                                             | Extração de informações cosmológicas do WiggleZ                                                             |
| 2015 | Cleo Loi             | University of Sydney                                                                 | Ondas no céu: sondando a ionosfera com o Murchison Widefield Array                                          |
| 2014 | Ross Turner          | University of Tasmania                                                               | Evolução dos núcleos galácticos ativos de rádio                                                             |
| 2013 | Ben Pope             | University of Sydney                                                                 | Dançando no Escuro: Interferometria de Fase do Kernel de Anãs Ultrafrias                                    |
| 2012 | Alison Hammond       | University of Sydney                                                                 | Magnetismo Cósmico: Rotação de Faraday como uma Sonda de Campos Magnéticos Extragalácticos                  |
| 2011 | Barnaby Norris       | University of Sydney                                                                 | Um estudo de conchas de poeira circunstelares AGB usando interferometria polarimétrica óptica               |
| 2010 | Madusha Gunawardhana | Macquarie University/AAO                                                             | Restrições na evolução da função de massa inicial estelar                                                   |
| 2009 | Peter Jensen         | University of Queensland                                                             | As cores das galáxias em aglomerados de galáxias de luminosidade intermediária de raios X                   |
| 2008 | Christopher Hales    | University of Sydney                                                                 | Forense Cósmica: Um estudo da Nebulosa do Vento Pulsar G359.1-23, The Mouse                                 |
| 2007 | Katie Dodds-Eden     | Australian National University Research School of Astronomy & Astrophysics (RSAA)    | Teoria TeVeS e testes observacionais.                                                                       |
| 2006 | Brent Miszalski      | Macquarie University                                                                 | Otimização da Configuração de Fibras do 2dF por Recozimento Simulado                                        |
| 2005 | Patrick Scott        | Australian National University                                                       | Formação de linhas espectrais de CO no sol: simulação convectiva, perfis de linhas e abundâncias isotópicas |
| 2004 | Stanislav Shabala    | University of Tasmania                                                               | Sobre a evolução das regiões HII                                                                            |
| 2003 | Darren Croton        | Australian National University Research School of Astronomy & Astrophysics (RSAA)    | Estatísticas de agrupamento e vazio da pesquisa de redshift de galáxias 2dF                                 |
| 2002 | Não houve premiação  |                                                                                      | |
| 2001 | Yeshe Fenner         | Australian National University                                                       | Resolvendo o Mistério do Meio Ionizado Quente                                                               |
| 2000 | Josephine Brown      | Australian National University                                                       | Um estudo morfológico e ambiental fotométrico da amostra sul da galáxia COLA                                |
| 1999 | Michael Murphy       | University of New South Wales                                                        | Variabilidade da constante de estrutura fina                                                                |
| 1998 | Malcolm Kennett      | University of Sydney                                                                 | Emissão de Neutrinos de um Plasma Magnetizado                                                               |
| 1997 | Jean-Pierre Macquart | University of Sydney                                                                 | Propagação de rádio através de estruturas discretas no meio interestelar                                    |
| 1996 | Lisa Kewley          | University of Adelaide                                                               | Correlações Angulares Astrofísicas                                                                          |
| 1995 | Michael Brown        | University of Melbourne                                                              | Um estudo da formação de côndrulos compostos em meteoritos                                                  |
| 1994 | Arthur Street        | University of Sydney                                                                 | Trabalho sobre aceleração em explosões de rádio solares do tipo II                                          |
| 1993 | Sally Houghton       | University of New South Wales                                                        | Um estudo de masers de metanol em direção a Sagitário B2                                                    |
| 1992 | Kylie Waring         | Monash University                                                                    | Fotometria de variações estelares                                                                           |
| 1991 | Neal Turner          | University of Sydney                                                                 | Trabalho sobre as atmosferas de estrelas anãs frias                                                         |
| 1990 | Robert Reinfrank     | University of Wollongong                                                             | Um levantamento CCD de galáxias brilhantes do sul                                                           |
| 1989 | Andrew Gray          | University of Sydney                                                                 | Observações solares usando o Radiotelescópio molonglo                                                       |

## Prêmio Palestra Bok
O Prêmio Palestra Bok é um prémio a atribuir, preferencialmente a cada dois anos, por recomendação do Departamento de Astronomia, a um recém-doutorado em Ciências Físicas pela Harvard ou Radcliffe, sendo a atribuição preferencialmente baseada em tese de doutoramento, livro ou artigo de investigação, na área de investigação da Via Láctea por métodos observacionais.